# Mistrz Jeana Mansela
Mistrz Jeana Mansela – francuski iluminator czynny w latach 1420–1460 lub 1440–1450 tworzący między innymi w Amiens oraz w Pikardii i Artois.
Nauki pobierał prawdopodobnie w Paryżu; w jego miniaturach można dopatrzyć się stylu paryskich artystów, zwłaszcza Mistrza Bedforda. Jego miniatury charakteryzują się bardziej rozległą i rozbudowaną przestrzenią, sceny umiejscawiał najczęściej w kilku mansjonach (otwartych od frontu pomieszczeniach w kształcie portyku). Pejzaże budował warstwami ku górze, ku wysokiego horyzontu, co dawało sugestie przestrzennej głębi. Główną jego pracą były miniatury w dwutomowej pracy francuskiego historyka Jeana Mansela pt. Fleur des histories. Praca obejmowała okres od stworzenia świata aż do czasów panowania króla Francji Karola VI. Wykonał większość z sześćdziesięciu pięciu miniatur, współpracował z innym francuskim iluminatorem Simaonem Marmionem, który około 1455 roku wykonał ostatnie iluminacje w manuskrypcie.        

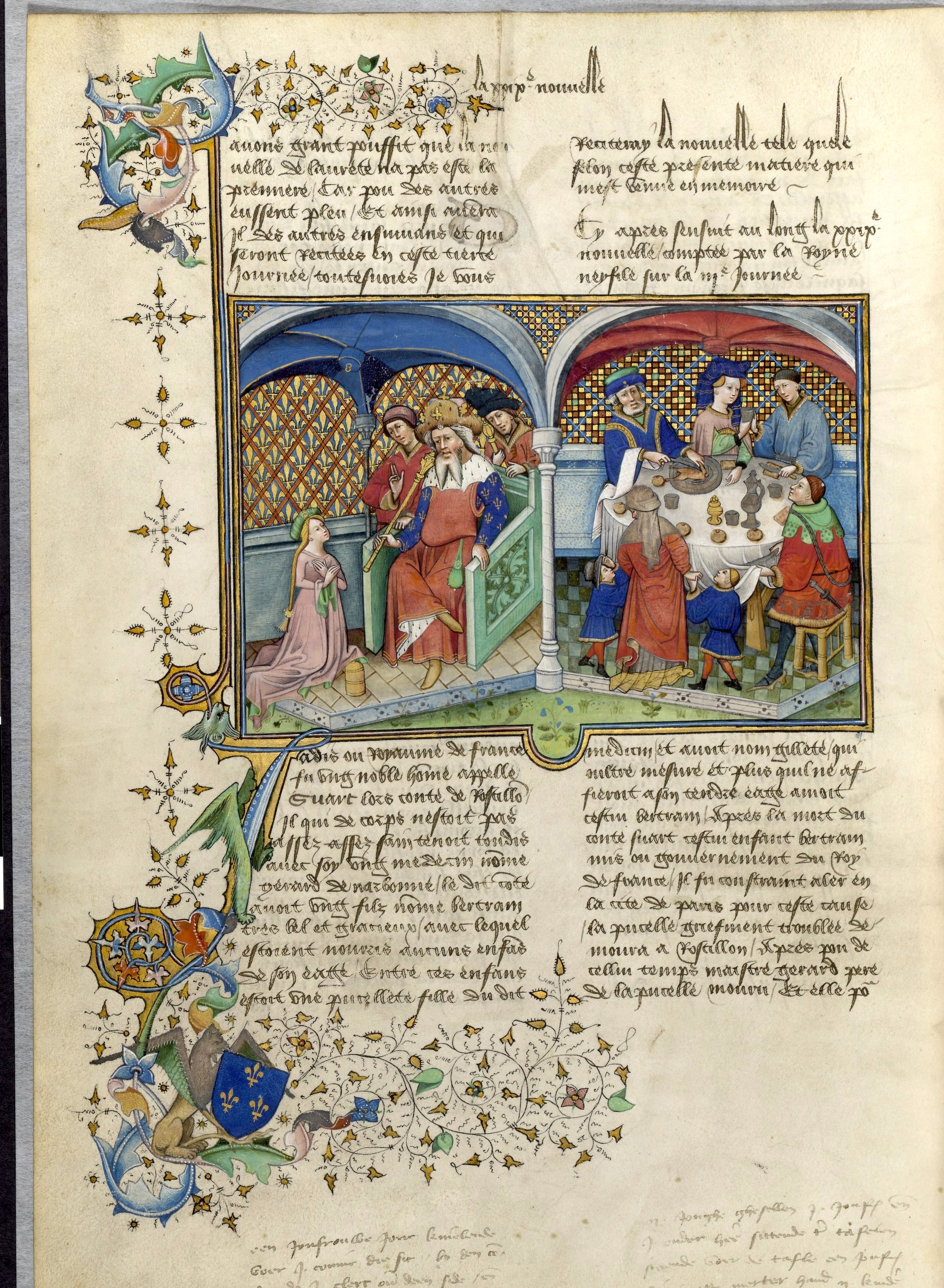
Iluminacja z Dekameronu

## Iluminacje w manuskryptach
- Fleur des histories – ilustracje w dwóch tomach, w tomie drugim wykonał tylko fronton ilustrujący Męczeństwo św. Andrzeja; 1450–1458, Biblioteka Królewska Belgii, Bruksela (ms. 9231)[3]
- Fleur des histories – kopia belgijskiego oryginału, autorstwo przypisuje się warsztatowi Mansena; biblioteka opactwa benedyktynów wiedeńskich w Schottenkitche, Wiedeń (mss. 167/139-168/140)
- Il Decamerone – kopia Dekameronu autorstwa Giovanniego Boccaccia, francuskie tłumaczenie autorstwa Laurenta de Premierafaita, pierwsze folie, 30 ilustracji wykonał Mistrz Guilleberta z Metzu, siedemdziesiąt miniatur wykonał Mistrz Mansela; 1440, Paryż, Biblioteka Arsenału (ms.5070)
- Godzinki d’Antoine de Crèvecœur – praca znana również pod tytułem: Godzinki d'Hugues de Mazinghem, iluminacje wykonane w  Valenciennes; Leeds University Library ((Brotherton Collection MS 4)[4]